# 東涌東站
東涌東站（英語：Tung Chung East Station）是港鐵東涌綫一個興建中的車站，位處東涌與大濠灣之間的企頭角填海土地之上。為了配合原有路軌路段，此站將會設為地面車站。車站由保華-中國鐵建聯營承建，於2023年5月動工，並預計於2029年12月啟用。

## 車站佈局
根據圖則，東涌東站設計為地面車站，月台層設置於地面，設兩條路軌，共用一個島式月台。大堂層則設於月台層之上，並由車站天橋連接出入口。
| 大堂              | 車站天橋、出入口 | 車站天橋、出入口 |   |  |
| 月台              | \| \| \| 東涌綫往香港（欣澳 · 未來：小蠔灣） \| 2 \| \| \| 島式 · 開右邊车门 \| \| \| \| \| \| \| 1 \| 東涌綫往東涌西（東涌） \| \| \| | \| \| \| 東涌綫往香港（欣澳 · 未來：小蠔灣） \| 2 \| \| \| 島式 · 開右邊车门 \| \| \| \| \| \| \| 1 \| 東涌綫往東涌西（東涌） \| \| \| |   |  |
|                   | | 東涌綫往香港（欣澳 · 未來：小蠔灣） | 2 |  |
| 島式 · 開右邊车门 | | |   |  |
|                   | 1 | 東涌綫往東涌西（東涌） |   |  |

## 歷史
2013年，東涌東站在《東涌新市鎮擴展研究》第二階段公眾諮詢首次提出。
2014年9月17日，運輸及房屋局公佈《鐵路發展策略2014》，東涌東站並沒有一同納入東涌西延綫的興建計劃當中，但策略報告指出視乎東涌新市鎮的發展方向及進一步的可行性研究，日後或可增設東涌東站。
2017年4月13日，發展局向立法會申請撥款205億元，款項將用作在東涌東填海130公頃，而當時預計工程於2023年完成，而東涌東站亦將於2026年投入服務。
2017年4月18日，機管局將研究使用機鐵剩餘運載力來往東涌東站及機場島。
2018年3月8日，港鐵行政總裁梁國權於全年業績發佈會中表示，東涌西延綫（包括東涌東站）的建議書已轉交特區政府考慮。
2020年4月7日，行政長官林鄭月娥會同行政會議正式批准港鐵展開東涌綫延綫的詳細規劃及設計，包括東涌東站及東涌西站兩個車站，並預計2023年動工、2029年落成啟用，初步估算延綫造價為187億港元。
2023年5月25日，港鐵在東涌東站舉行東涌綫延綫動工典禮，出席嘉賓包括財政司司長陳茂波、運輸及物流局局長林世雄、港鐵主席歐陽伯權等。

## 建設圖集

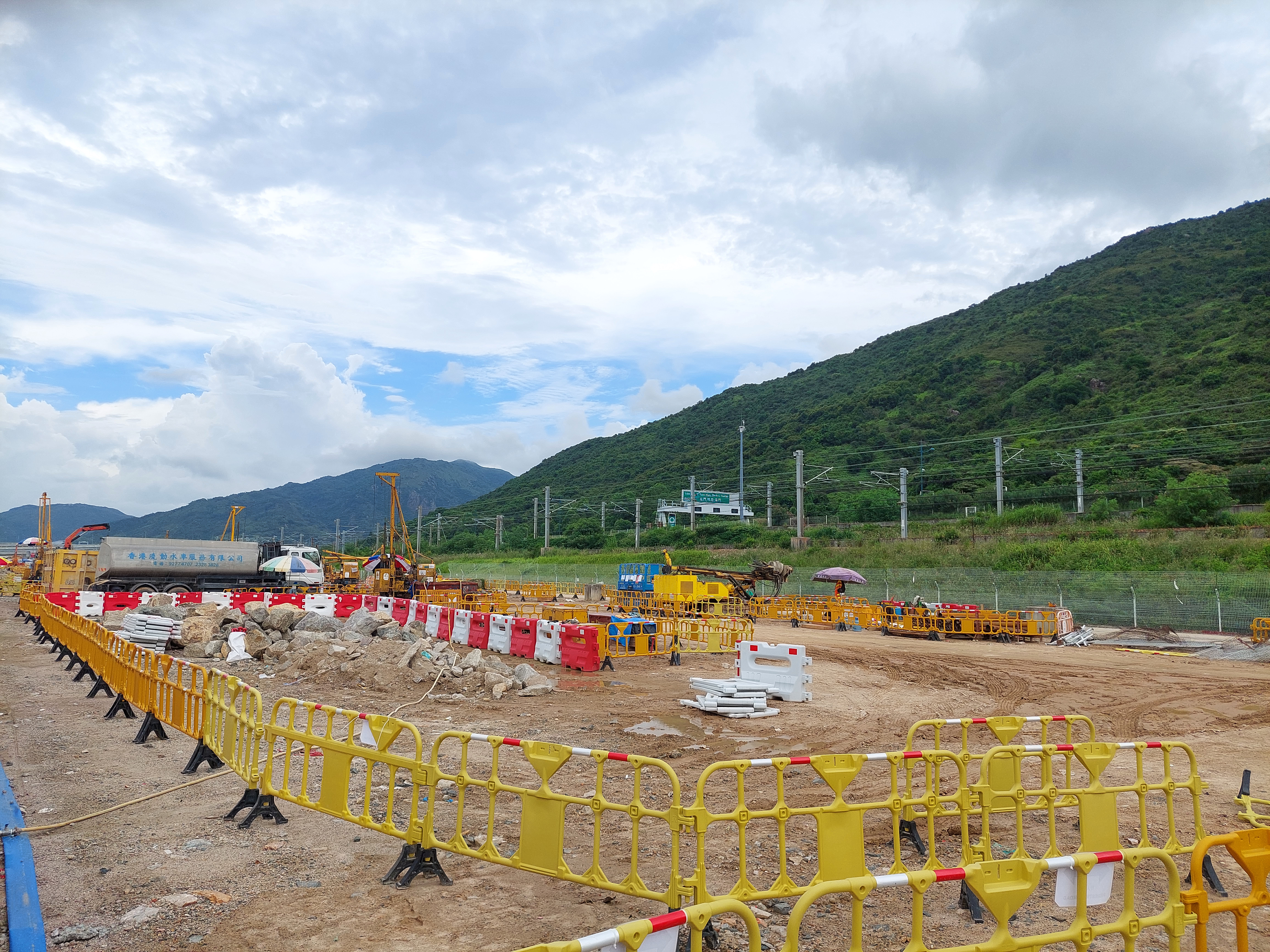
已動工的東涌東站地盤（2023年8月）
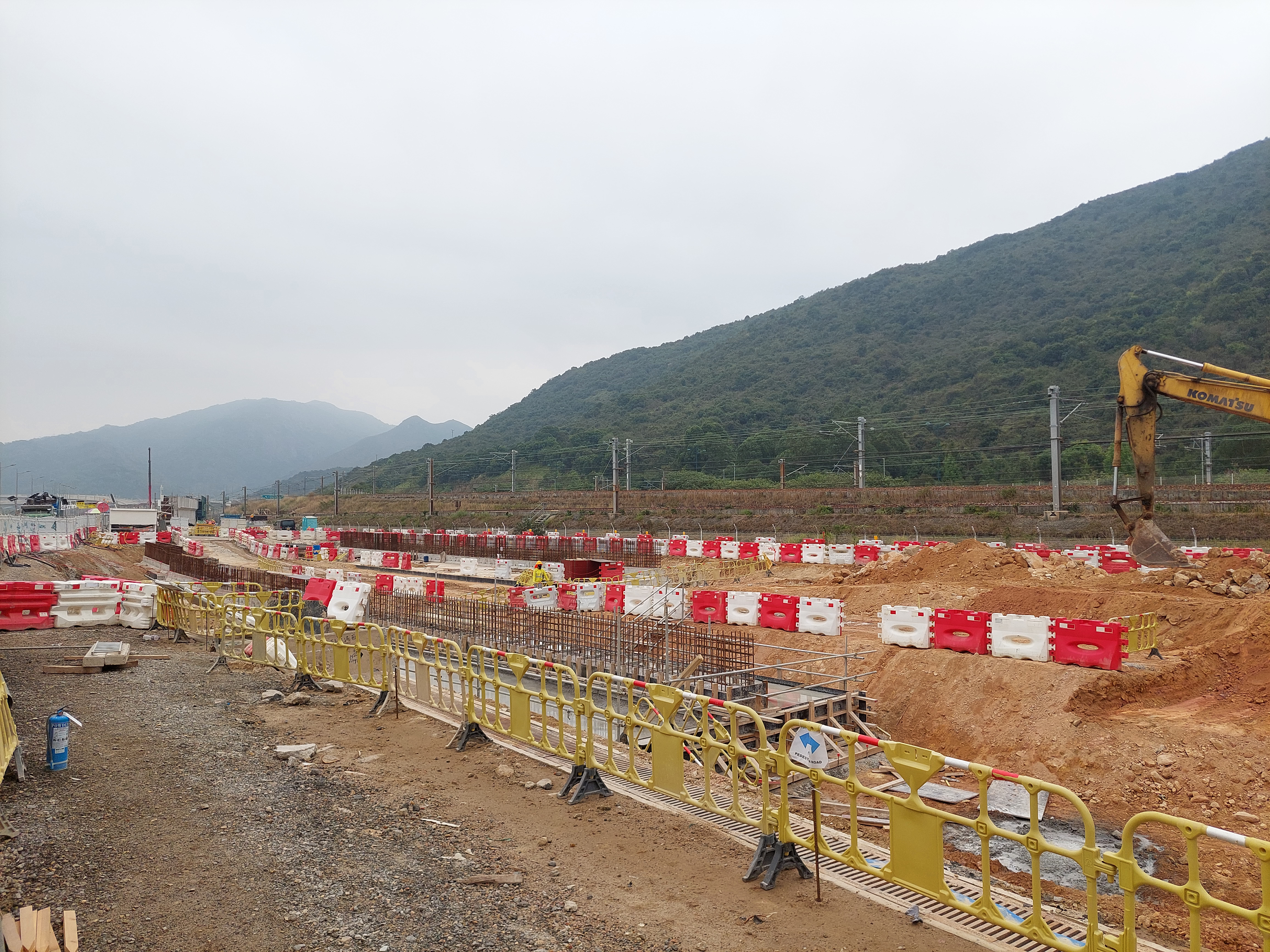
正在澆築路基兩側護土牆（2024年3月）
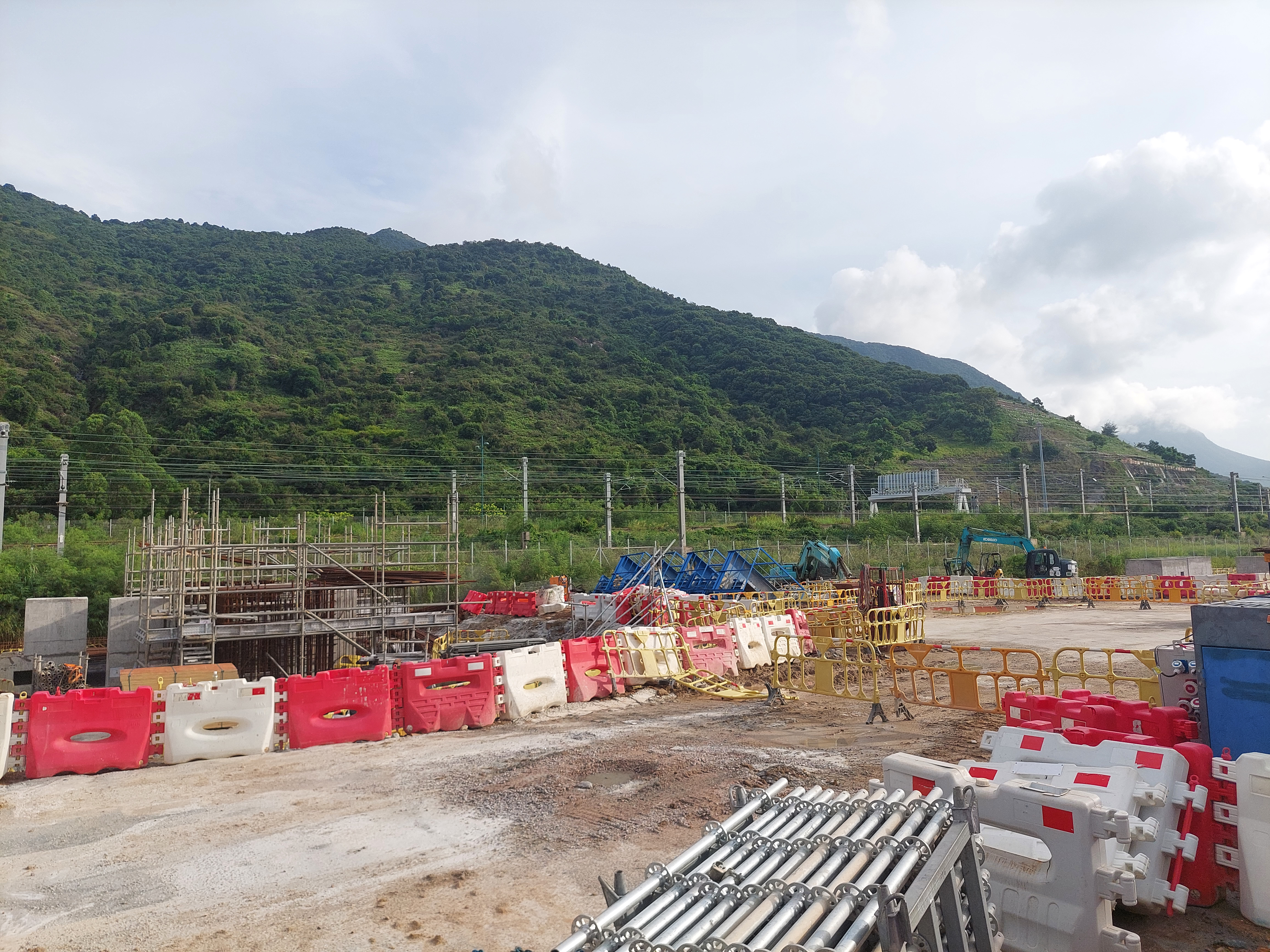
改線工程仍在進行（2024年9月）
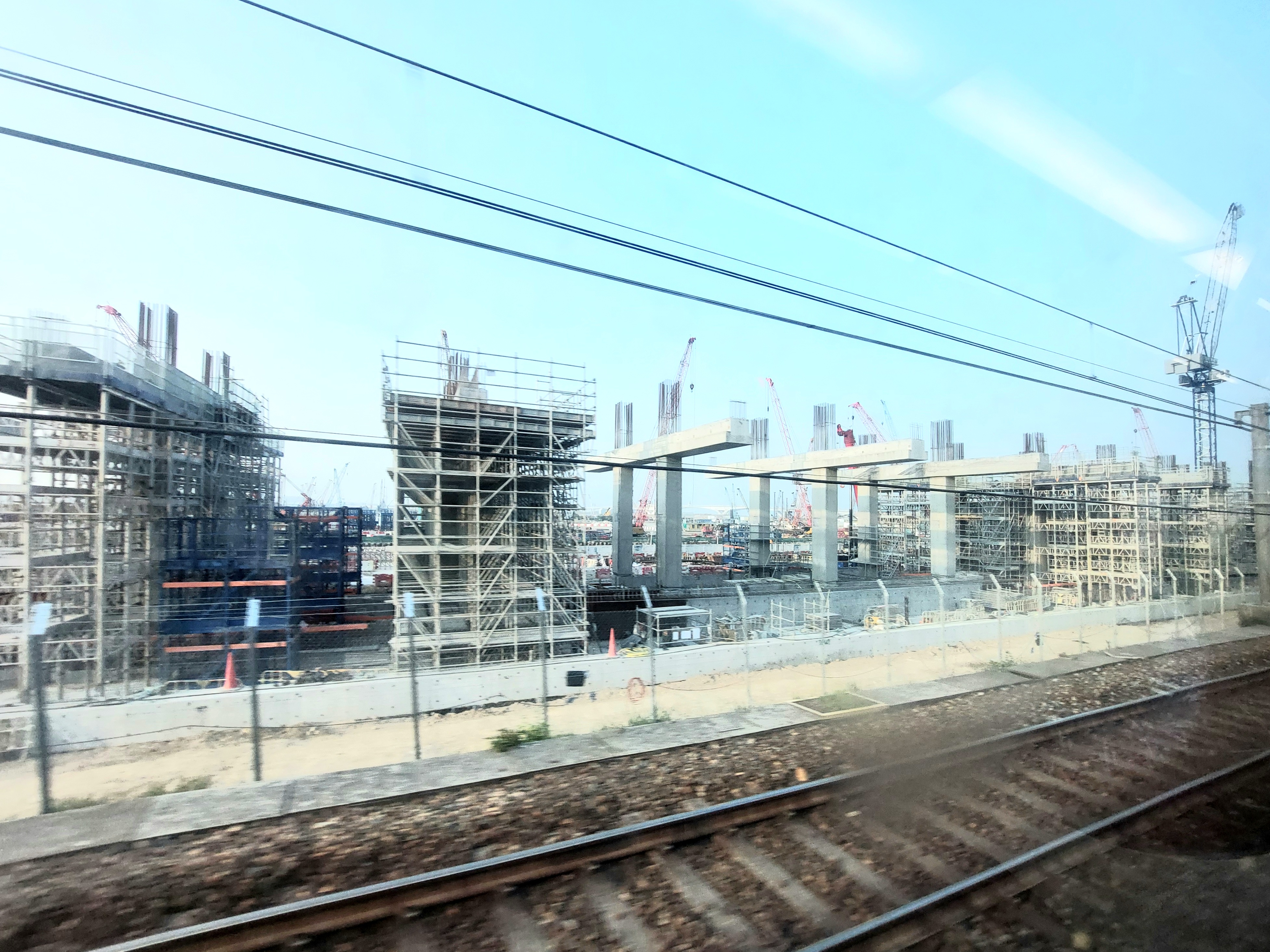
月台建造中（2024年12月）

## 物業發展
此站將設有上蓋物業項目，原訂分為兩期發展，佔地7.61公頃；當中，原訂第一期位於整個上蓋項目的東南面。
2023年10月初，港鐵突然就東涌東站一期項目招收意向書，總樓面約78.3萬平方呎，住宅樓面上限69.6萬平方呎、商場樓面上限8.8萬平方呎。港鐵共接獲32份意向書，包括長實、新地、信置及會德豐等。然而，在緊接的招標中，並沒有任何發展商入標，項目即時流標。
按照港鐵公司計劃，此站上蓋項目於2024年內再度招標。及後，港鐵於該年11月決定將項目由兩期分割為八期，當中首期於同月招收意向書，一共錄得33份，並緊接進行招標。
最終於2024年12月20日，東涌東站的第一期物業發展項目由南豐集團以「亨昌發展有限公司」名義成功投得。

## 外部連結
- 東涌綫倡增東站-配合人口需求 （页面存档备份，存于）
- 東涌新市鎮擴展研究 （页面存档备份，存于）